# Aleksandar Hemon
Aleksandar Hemon (* 9. září 1964 Sarajevo) je bosensko-americký spisovatel řazený obvykle k postmodernismu. Proslavil se především svými anglickojazyčnými romány Nowhere Man (2002) and The Lazarus Project (2008). Ve svém díle často čerpá z vlastní zkušenosti exulanta. Přispívá do amerických časopisů a novin jako je The New Yorker, Esquire, The Paris Review, The New York Times, v rodném zemi přispívá do sarajevského časopisu BH Dani. Z otcovy strany má ukrajinský, z matčiny srbský původ. Vystudoval na Sarajevské univerzitě, literárně debutoval ve 26 letech, v roce 1992 odešel do Spojených států. Od roku 1995 publikuje v angličtině. Učí tvůrčí psaní na Princetonské univerzitě. Patřil k autorům, kteří protestovali proti udělení Nobelovy ceny za literaturu Peteru Handkemu, kvůli jeho podpoře srbských nacionalistů.